# Il corteo funebre di accompagnamento alla salma di re Umberto
Il corteo funebre di accompagnamento alla salma di re Umberto è un film del 1900 di Vittorio Calcina dedicato al funerale di stato avvenuto a Roma al Pantheon.